# Aeroportul Municipal Gardner
Aeroportul Municipal Gardner (IATA: GDM, ICAO: KGDM, FAA LID: GDM) este un aeroport din Massachusetts, Statele Unite ale Americii.
Situat la o altitudine de 291 m, aeroportul dispune de 1 pistă.

## Infrastructură

### Piste
Aeroportul dispune de o singură pistă. Pista 18/36 are suprafața de asfalt și dimensiunile 3.000 picioare × 75 picioare. 